# Saint-Martin-l'Aiguillon

Saint-Martin-l'Aiguillon este o comună în departamentul Orne, Franța. În 1 ianuarie 2022 avea o populație de 186 de locuitori.